# Meadela
Meadela é uma localidade portuguesa do Município de Viana do Castelo que foi sede da extinta Freguesia de Meadela, freguesia que tinha 7,47 km² de área e 9 782 habitantes (2011), e, por isso, uma densidade populacional de 1 309,5 hab/km².
A Freguesia de Meadela foi extinta (agregada) pela reorganização administrativa de 2012/2013, tendo o seu território sido integrado na então criada União de Freguesias de Viana do Castelo (Santa Maria Maior e Monserrate) e Meadela.

## População
| População da freguesia de Meadela | População da freguesia de Meadela | População da freguesia de Meadela | População da freguesia de Meadela | População da freguesia de Meadela | População da freguesia de Meadela | População da freguesia de Meadela | População da freguesia de Meadela | População da freguesia de Meadela | População da freguesia de Meadela | População da freguesia de Meadela | População da freguesia de Meadela | População da freguesia de Meadela | População da freguesia de Meadela | População da freguesia de Meadela |
| --------------------------------- | --------------------------------- | --------------------------------- | --------------------------------- | --------------------------------- | --------------------------------- | --------------------------------- | --------------------------------- | --------------------------------- | --------------------------------- | --------------------------------- | --------------------------------- | --------------------------------- | --------------------------------- | --------------------------------- |
| 1864                              | 1878                              | 1890                              | 1900                              | 1911                              | 1920                              | 1930                              | 1940                              | 1950                              | 1960                              | 1970                              | 1981                              | 1991                              | 2001                              | 2011                              |
| 856                               | 1 012                             | 1 310                             | 1 429                             | 1 629                             | 1 749                             | 1 840                             | 2 273                             | 2 776                             | 3 586                             | 3 751                             | 5 330                             | 5 797                             | 8 685                             | 9 782                             |

| Distribuição da População por Grupos Etários | Distribuição da População por Grupos Etários | Distribuição da População por Grupos Etários | Distribuição da População por Grupos Etários | Distribuição da População por Grupos Etários | Distribuição da População por Grupos Etários | Distribuição da População por Grupos Etários | Distribuição da População por Grupos Etários | Distribuição da População por Grupos Etários | Distribuição da População por Grupos Etários |
| -------------------------------------------- | -------------------------------------------- | -------------------------------------------- | -------------------------------------------- | -------------------------------------------- | -------------------------------------------- | -------------------------------------------- | -------------------------------------------- | -------------------------------------------- | -------------------------------------------- |
| Ano                                          | 0-14 Anos                                    | 15-24 Anos                                   | 25-64 Anos                                   | > 65 Anos                                    |                                              | 0-14 Anos                                    | 15-24 Anos                                   | 25-64 Anos                                   | > 65 Anos                                    |
| 2001                                         | 1555                                         | 1219                                         | 4925                                         | 986                                          |                                              | 17,9%                                        | 14,0%                                        | 56,7%                                        | 11,4%                                        |
| 2011                                         | 1 685                                        | 1000                                         | 5727                                         | 1370                                         |                                              | 17,2%                                        | 10,2%                                        | 58,5%                                        | 14,0%                                        |

## Património
- Casa do Ameal
- Casa Grande da Meadela
- Azenhas de Dom Prior
- Capela da Senhora da Ajuda
- Capela de Nossa Senhora da Consolação
- Capela de Santo Amaro
- Capela de São Vicente
- Igreja Paroquial da Meadela / Igreja de Santa Cristina
- Torre de Paredes / Solar dos Bezerras